# Pipistrellus vordermanni
Pipistrellus vordermanni là một loài động vật có vú trong họ Dơi muỗi, bộ Dơi. Loài này được Jentink mô tả năm 1890.